# Rue Saint-Sever
La rue Saint-Sever est une voie publique de la commune française de Rouen. Elle est située dans le quartier Saint-Sever.

## Situation et accès
Longue de 700 mètres, elle est située sur la rive gauche de la Seine, entre le pont Boieldieu à l'intersection avec le quai Jean-Moulin et la place de l'Église-Saint-Sever.
Rues adjacentes
- Cours Clemenceau
- Rue de Lessard
- Place des Emmurées
- Rue des Emmurées
- Allée Marcel-Dupré
- Rue Pavée
- Rue de l'Abbé-Lemire
- Rue Lafayette

## Origine du nom
Elle doit son nom à l'église Saint-Sever située à proximité.

## Historique
Elle suit le cardo maximus (axe nord-sud) de la ville de Rouen.
Elle a porté le nom de « rue de l'Égalité » pendant la Révolution.
La rue fut partiellement lors du bombardement de Rouen détruite en juin 1940, le 9 avril, du 27 mai au 4 juin et du 25 au 27 août 1944.

## Bâtiments remarquables et lieux de mémoire
- Cité administrative de Rouen
- Hôtel du département de Seine-Maritime
- Église Saint-Sever
- Le footballeur Bernard Antoinette (1914-2008) y est né au no 8.